# LiSA (Sängerin)

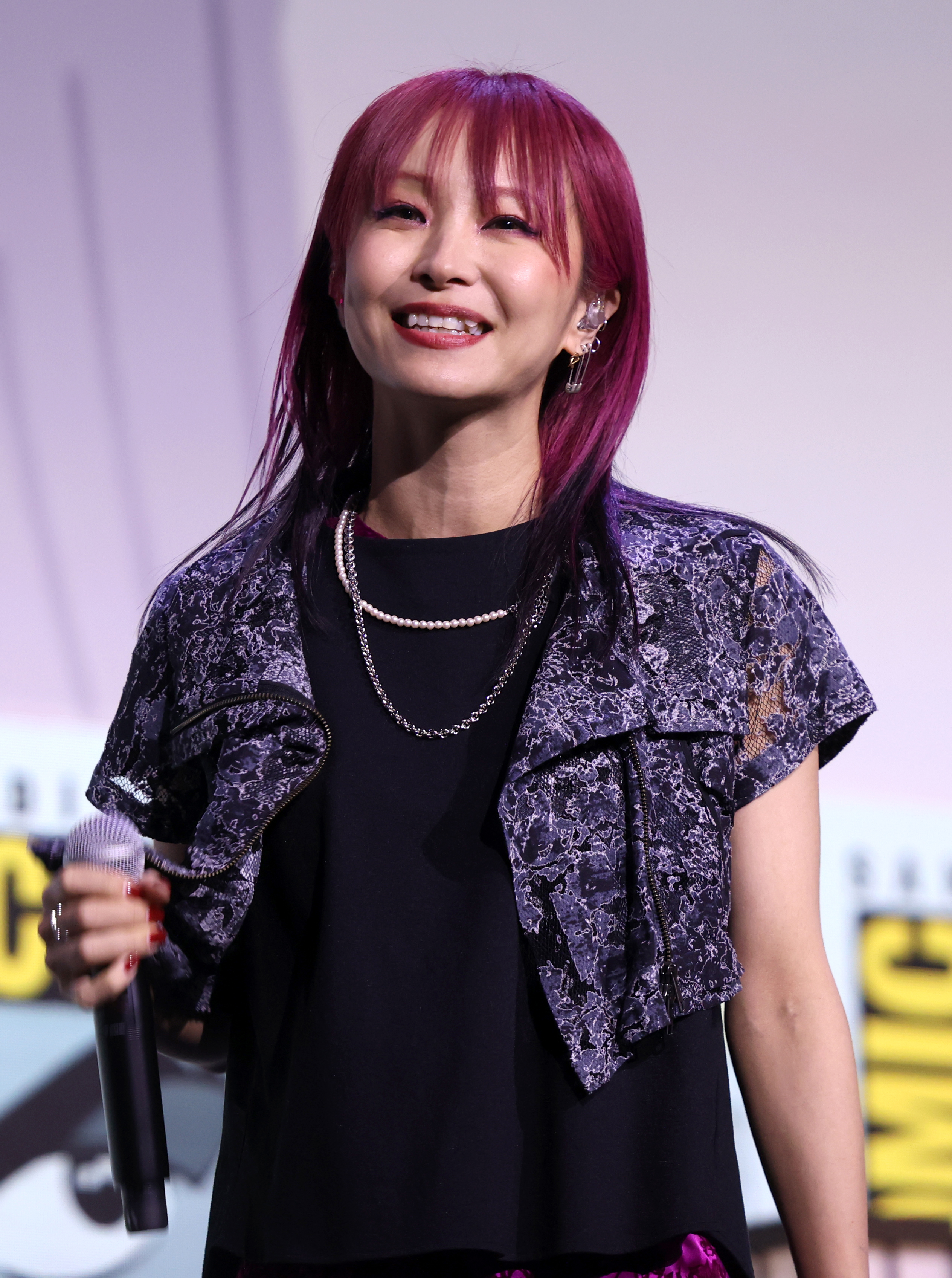
LiSA (2025)

LiSA (Akronym für Love is Same All), bürgerlicher Name Risa Oribe (japanisch 織部 里沙 Oribe Risa, * 24. Juni 1987 in Seki, Präfektur Gifu) ist eine japanische Sängerin und Liedtexterin.
Ihre Lieder wurden als Vorspanntitel für diverse Anime verwendet, darunter Fate/Zero, Kimetsu no Yaiba, Solo Leveling und Sword Art Online. Viele ihrer Singleveröffentlichungen erreichten Top-Ten-Platzierungen in den japanischen Charts und wurden mit einer Goldenen bzw. Platin-Schallplatte in Japan ausgezeichnet.
Im Jahr 2015 gab sie ihr Debüt als Synchronsprecherin, als sie in der japanischen Version des US-amerikanischen Animationsfilms Minions der Figur Madge Nelson ihre Stimme lieh.

## Leben und Karriere
LiSA wurde am 24. Juni 1987 in Seki in der Präfektur Gifu, Japan geboren. Bereits im Alter von drei Jahren erhielt sie Klavierunterricht, später folgten Tanz- und Gesangsunterricht, die sie bis nach ihrer Zeit an der Mittelschule fortführte. Als sie noch an der Grundschule war nahm sie an einem Gesangswettbewerb im Nippon Budokan teil. Zu diesem Zeitpunkt fasste LiSA den Entschluss, Sängerin werden zu wollen. In der Mittelschule gründete sie eine Band, die unter anderem Stücke von Avril Lavigne, Love Psychedelico und Ego-Wrappin’ coverte.
Im Jahr 2005, als sie im ersten Jahr der Oberschule war, begann LiSA ihre musikalische Karriere als Sängerin der Coverband Chucky, die sie selbst gründete. Sie entschied sich nach ihrer Zeit an der Oberschule gegen ein anschließendes Studium um sich auf ihre musikalische Karriere mit Chucky konzentrieren zu können, allerdings löste sich die Band im Jahr 2008 auf, nachdem es immer schwieriger wurde Konzerte zu spielen. Sie zog nach Tokio, um dort mit ihrer Gesangskarriere fortfahren zu können.

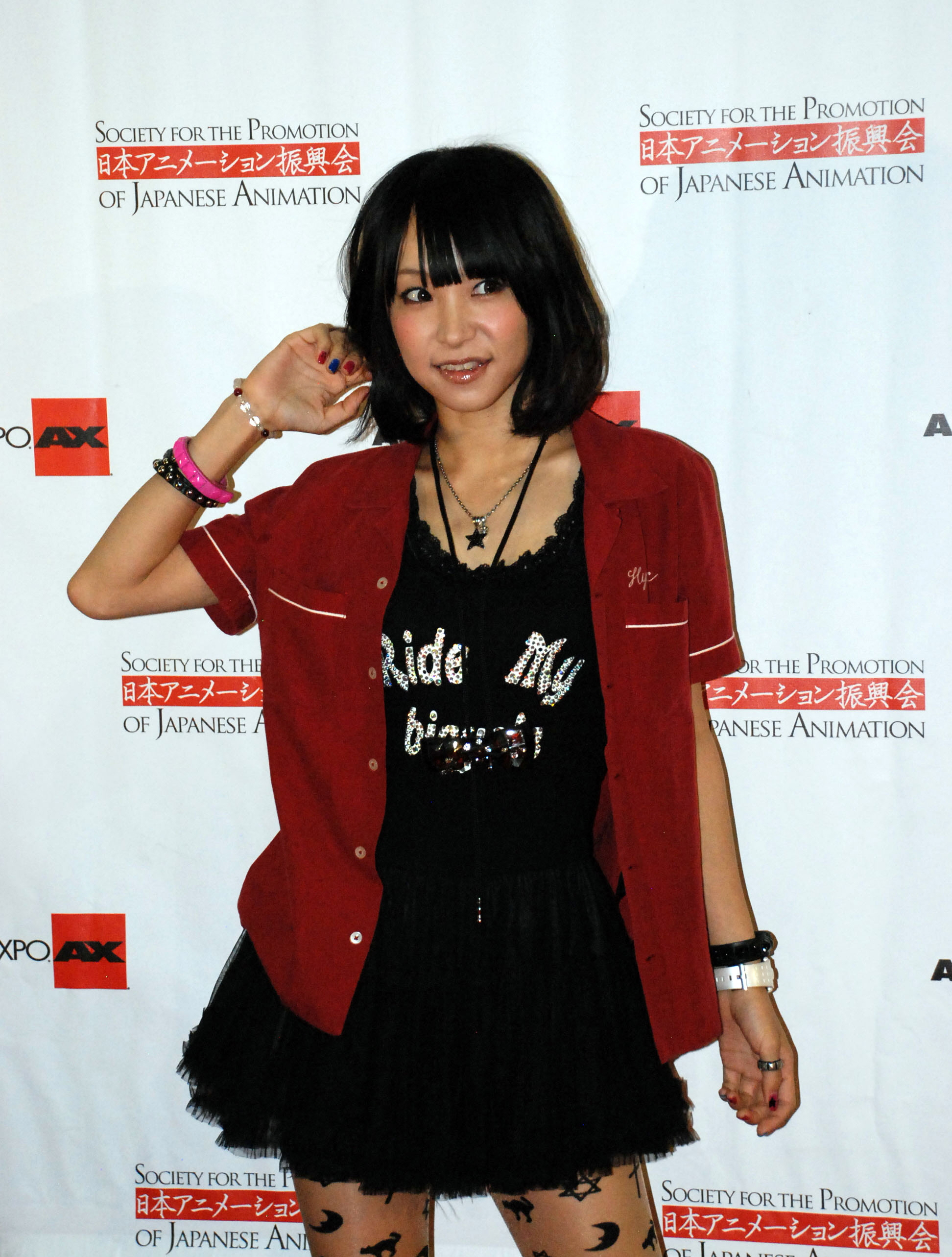
LiSA während der Anime Expo in Los Angeles, Kalifornien, 2012.

In Tokio gründete Oribe mit den Mitgliedern der Indie-Band Parking Out die Band LiSA, ein Akronym für Love is Same All, und nahm von dieser Zeit ihren Bühnennamen LiSA an. Im Jahr 2010 war sie eine von zwei Sängerinnen der fiktiven Band Girls Dead Monster in der Animeserie Angel Beats!. Sie veröffentlichte als Girls Dead Monster ein Album und drei Singleveröffentlichungen über Key Sounds Label auf dem Markt. Das Album Keep the Beats erschien Ende Juni 2010, landete auf Platz sechs der japanischen Albumcharts, wo es sich 42 Wochen lang halten konnte und zwischenzeitlich mit einer goldenen Schallplatte ausgezeichnet wurde. Am 28. August 2010 spielte LiSA ihr erstes Live-Konzert beim Animelo Summer Live.
Ihr Debüt als Solosängerin gab LiSA am 20. April 2011 mit der Veröffentlichung der EP Letters to U über Aniplex. Die Lieder wurden bis auf eine Ausnahme – Believe in Myself schrieb LiSA selbst – von verschiedenen Dōjin- und Major-Künstlern komponiert, während sie alle Liedtexte schrieb. Ihr erstes Konzert außerhalb Japans bestritt LiSA im Rahmen des Anime Festival Asia am 12. November 2011 in Singapur. Ihre erste Single als Solokünstlerin ist Oath Sign, die am 23. November 2011 veröffentlicht und als Lied im Vorspann des Anime Fate/Zero verwendet wurde. Diese stieg auf Platz 5 in den japanischen Singlecharts ein und wurde inzwischen mit Gold ausgezeichnet.
Am 22. Februar 2012 erschien mit Lover"s"mile ihr Solo-Debütalbum, welches sich auf Platz 7 in den nationalen Albumcharts und etwas später in Südkorea platzieren konnte. Im Jahr 2012 war LiSA Ehrengast bei der Anime Expo im Los Angeles Convention Center und gab am 1. Juli ihr erstes Konzert in den Vereinigten Staaten. Aufgrund des Erfolges ihrer Single Oath Sign wurde LiSA ausgewählt um den Vorspanntitel zum Anime Sword Art Online zu singen. Das Stück heißt Crossing Field und erschien am 8. August 2012 als ihre zweite Single. Diese erreichte Platz fünf in Japan und wurde zwischenzeitlich mit Platin ausgezeichnet. Auch die Singles Best Day, Best Way und Träumerei stiegen in den heimischen Singlecharts ein. Letztere ist im Vorspann der Animeserie Day Break Illusion zu hören. Das zweite vollwertige Studioalbum Landspace erschien 2013 und schaffte wie sein Vorgänger eine Notierung in den Albumcharts, wo es den Spitzenplatz knapp verpasste.

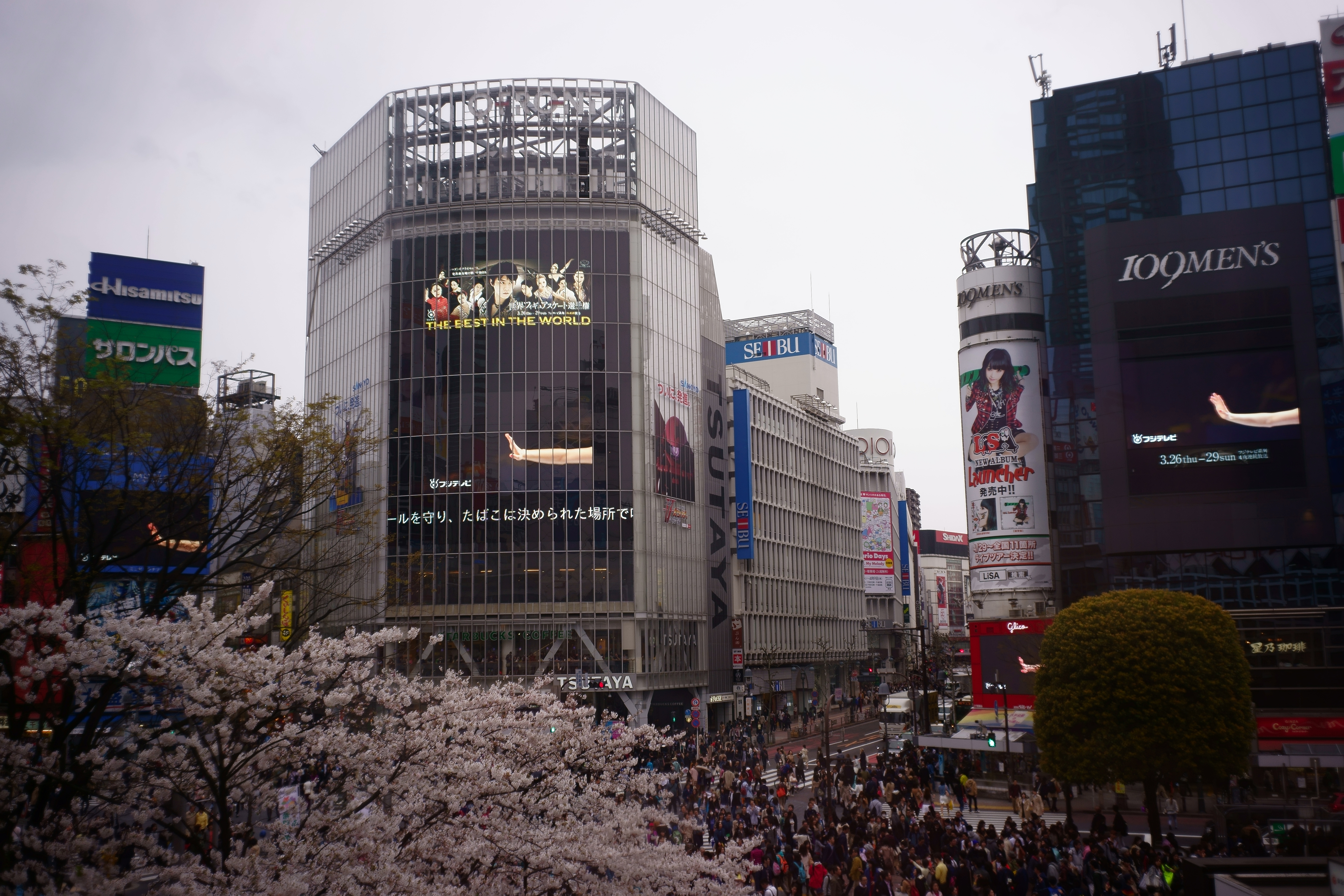
Werbeplattform für LiSA’s drittes Album Launcher in Shibuya.

Am 3. Januar 2014 spielte LiSA ein ausverkauftes Konzert im Nippon Budokan. Die fünfte Single, Rising Hope, das als Vorspannlied für die Anime-Adaptation der Romanreihe Mahōka Kōkō no Rettōsei verwendet wurde, erschien Anfang Mai und stieg abermals in die Charts ein. Sie coverte die Lieder Headphone Actor und Yūkei Yesterday der Kagerō Project-Franchise für die sechste Episode der Anime-Adaptation Mekakucity Actors. Shirushi, die siebte Singleauskopplung, wurde als Abspanntitel für Sword Art Online II verwendet. Diese enthält auch das Lied No More Time Machine, die als zweites Abspannlied bei Sword Art Online II genutzt wurde. Im Januar 2015 spielte LiSA erneut im Nippon Budokan, das erneut ausverkauft war. Am 4. März 2015 erschien mit Launcher das dritte Studioalbum. Rally Go Round, die achte Single, wurde als Vorspannmusik in der zweiten Staffel des Anime Nisekoi verwendet wurde. Im Juli 2015 gab LiSA ihr Debüt als Synchronsprecherin als sie in der japanischen Version des Films Minions dem Charakter Madge Nelson ihre Stimme lieh.
Ende des Jahres 2015 veröffentlichte LiSA das Lied ID, dass als Titellied für das Videospiel Dengeki Bunko: Fighting Climax Ignition Verwendung fand. Um ihre fünfjährige Tätigkeit als Solomusikerin zu feiern wurde die Letters to U EP am 23. März 2016 exklusiv auf Vinyl-Schallplatte neu aufgelegt; am 20. April gleichen Jahres folgte die Herausgabe der Lucky High-Five! EP. Ihre Single Brave Freak Out wurde als erstes Vorspannlied für den Anime Qualidea Code. Diese enthält auch das Lied AxxxiS, dass ebenfalls bei Qualidea Code zu hören ist. Am 15. Februar 2017 veröffentlichte LiSA das Stück Catch the Moment, dass als Titellied für den Animefilm Sword Art Online – The Movie: Ordinal Scale Verwendung findet. Es folgte ein Labelwechsel von Aniplex zu Sacra Music, einem Tochterunternehmen von Sony Music Entertainment Japan. Das vierte Album Little Devil Parade wurde am 24. Mai 2017 veröffentlicht. Am 24. und 25. Juni 2017 spielte sie ein zweitägiges Konzert in der Saitama Super Arena. Am 2. August 2017 folgte die Herausgabe der Single Datte Atashi no Hero, welches als zweites Abspannlied der zweiten Staffel von My Hero Academia verwendet wurde. Die Single Ash wurde als zweites Vorspannlied für die Animeserie Fate/Apocrypha genutzt und erhielt eine Veröffentlichung auf CD Ende November 2017. Das Lied Thrill, Risk; Heartless findet im Videospiel Sword Art Online: Fatal Bullet Verwendung. Am 9. Mai 2018 veröffentlichte LiSA die beiden Kompilationsalben LiSA Best -Day- und LiSA Best -Way-.
Im Januar 2020 heiratete LiSA den Synchronsprecher und Oldcodex-Sänger Tatsuhisa Suzuki. Ihr am 14. Oktober 2020 veröffentlichtes Lied Homura, welches als Vorspannmusik im Animefilm Kimetsu no Yaiba: Mugen Train zu hören ist, wurde bei den 62. Japan Record Awards zum Lied des Jahres gewählt. Das am selben Tag erschienene Album LEO-NINE erreichte auf Anhieb Platz eins in den japanischen Albumcharts und wurde mit einer Goldenen Schallplatte in Japan ausgezeichnet.
Am 5. August 2021 kündigte LiSA eine kreative Auszeit an, die sie mit ihrer gesundheitlichen und mentalen Situation aufgrund ihrer Beziehung begründete. Alle bis dahin angekündigten Aktivitäten wie Konzerte wurden abgesagt, jedoch schon am 28. August wieder aufgenommen.

## Musikalische Einflüsse
LiSA bezeichnet ihre Zeit bei Chucky, sowie die Künstler Avril Lavigne, Oasis, Green Day, Paramore, Ke$ha und Rihanna als musikalische Einflüsse. Sie schrieb Liedtexte mancher ihrer Lieder auf den Alben Landspace und Launcher, sowie für die Singleauskopplungen Bright Flight/L. Miranc, Shirushi und Rally Go Round, wobei sie bei Letzterer von Liedschreiber Shin Furuya unterstützt wurde. Dennis Amith von J!-ENT beschrieb LiSA als junge Frau mit Stil, wunderschöner Stimme und der Fähigkeit sich den verschiedensten Musikrichtungen anzupassen.

## Diskografie

### Studioalben
| Jahr | Titel Musiklabel                | Höchstplatzierung, Gesamtwochen, AuszeichnungChartplatzierungen (Jahr, Titel, Musiklabel, Platzierungen, Wochen, Auszeichnungen, Anmerkungen) | Höchstplatzierung, Gesamtwochen, AuszeichnungChartplatzierungen (Jahr, Titel, Musiklabel, Platzierungen, Wochen, Auszeichnungen, Anmerkungen) | Anmerkungen                             |
| Jahr | Titel Musiklabel                | JP | KR | Anmerkungen                             |
| ---- | ------------------------------- | --- | --- | --------------------------------------- |
| 2012 | Lover"s"mile Aniplex            | JP7 (6 Wo.)JP | KR33 (1 Wo.)KR | Erstveröffentlichung: 22. Februar 2012  |
| 2013 | Landspace Aniplex               | JP2 (8 Wo.)JP | — | Erstveröffentlichung: 30. Oktober 2013  |
| 2015 | Launcher Aniplex                | JP3 (16 Wo.)JP | — | Erstveröffentlichung: 4. März 2015      |
| 2017 | Little Devil Parade Sacra Music | JP4 (15 Wo.)JP | — | Erstveröffentlichung: 24. Mai 2017      |
| 2020 | Leo-Nine Sacra Music            | JP1 Gold · (39 Wo.)JP | — | Erstveröffentlichung: 14. Oktober 2020  |
| 2022 | Lander Sacra Music              | JP3 (17 Wo.)JP | — | Erstveröffentlichung: 16. November 2022 |

### Kompilationen
| Jahr | Titel Musiklabel            | Höchstplatzierung, Gesamtwochen, AuszeichnungChartsChartplatzierungen (Jahr, Titel, Musiklabel, Platzierungen, Wochen, Auszeichnungen, Anmerkungen) | Anmerkungen                       |
| Jahr | Titel Musiklabel            | JP | Anmerkungen                       |
| ---- | --------------------------- | --- | --------------------------------- |
| 2018 | LiSA Best -Day- Sacra Music | JP2 (46 Wo.)JP | Erstveröffentlichung: 9. Mai 2018 |
| 2018 | LiSA Best -Way- Sacra Music | JP1 (47 Wo.)JP | Erstveröffentlichung: 9. Mai 2018 |

### EPs
| Jahr | Titel Musiklabel                        | Höchstplatzierung, Gesamtwochen, AuszeichnungChartsChartplatzierungen (Jahr, Titel, Musiklabel, Platzierungen, Wochen, Auszeichnungen, Anmerkungen) | Anmerkungen                                            |
| Jahr | Titel Musiklabel                        | JP | Anmerkungen                                            |
| ---- | --------------------------------------- | --- | ------------------------------------------------------ |
| 2011 | Letters to U Aniplex                    | JP14 (6 Wo.)JP | Erstveröffentlichung: 20. April 2011                   |
| 2016 | Lucky High-Five! Aniplex                | JP4 (8 Wo.)JP | Erstveröffentlichung: 20. April 2016                   |
| 2021 | Ladybug Sacra Music                     | JP2 (17 Wo.)JP | Erstveröffentlichung: 19. Mai 2021                     |
| 2023 | Social Path/Super Bowl EP Records Japan | JP1 Diamant · (45 Wo.)JP | Erstveröffentlichung: 6. September 2023 mit Stray Kids |

### Soundtracks
| Jahr | Titel Musiklabel          | Höchstplatzierung, Gesamtwochen, AuszeichnungChartsChartplatzierungen (Jahr, Titel, Musiklabel, Platzierungen, Wochen, Auszeichnungen, Anmerkungen) | Anmerkungen                         |
| Jahr | Titel Musiklabel          | JP | Anmerkungen                         |
| ---- | ------------------------- | --- | ----------------------------------- |
| 2010 | Keep the Beats Key Sounds | JP6 Gold · (42 Wo.)JP | Erstveröffentlichung: 30. Juni 2010 |

### Singles als Leadmusiker
| Jahr | Titel Album                                                                         | Höchstplatzierung, Gesamtwochen, AuszeichnungChartsChartplatzierungen (Jahr, Titel, Album, Platzierungen, Wochen, Auszeichnungen, Anmerkungen) | Anmerkungen                                                                                      |
| Jahr | Titel Album                                                                         | JP | Anmerkungen                                                                                      |
| ---- | ----------------------------------------------------------------------------------- | --- | ------------------------------------------------------------------------------------------------ |
| 2011 | Oath Sign Lover"s"mile                                                              | JP5 Gold + Platin (Digital) · (24 Wo.)JP | Erstveröffentlichung: 23. November 2011                                                          |
| 2012 | Crossing Field Landspace                                                            | JP5 Gold + Platin (Digital) · (24 Wo.)JP | Erstveröffentlichung: 8. August 2012 · + JP: Gold (Streaming)                                    |
| 2013 | Best Day, Best Way Landspace                                                        | JP6 (5 Wo.)JP | Erstveröffentlichung: 3. April 2013                                                              |
| 2013 | Träumerei Landspace                                                                 | JP15 (10 Wo.)JP | Erstveröffentlichung: 7. August 2013                                                             |
| 2014 | Rising Hope Launcher                                                                | JP4 Platin (Digital) + Gold (Streaming) · (17 Wo.)JP                                                                                           | Erstveröffentlichung: 7. Mai 2014                                                                |
| 2014 | Bright Flight / L. Miranc Launcher                                                  | JP8 (4 Wo.)JP | Erstveröffentlichung: 17. September 2014                                                         |
| 2014 | Shirushi (シルシ) Launcher                                                          | JP3 Gold (Digital) · (10 Wo.)JP | Erstveröffentlichung: 10. Dezember 2014                                                          |
| 2015 | Rally Go Round Little Devil Parade                                                  | JP12 (9 Wo.)JP | Erstveröffentlichung: 27. Mai 2015                                                               |
| 2015 | Empty Mermaid Little Devil Parade                                                   | JP10 (7 Wo.)JP | Erstveröffentlichung: 30. September 2015                                                         |
| 2016 | Brave Freak Out Little Devil Parade                                                 | JP9 (8 Wo.)JP | Erstveröffentlichung: 24. August 2016                                                            |
| 2017 | Catch the Moment Little Devil Parade                                                | JP4 Platin (Digital) · (19 Wo.)JP | Erstveröffentlichung: 15. Februar 2017 · + JP: Gold (Streaming)                                  |
| 2017 | Datte Atashi no Hero (だってアタシのヒーロー。) LiSA Best -Day- and LiSA Best -Way- | JP7 (9 Wo.)JP | Erstveröffentlichung: 2. August 2017                                                             |
| 2017 | Ash LiSA Best -Day- and LiSA Best -Way-                                             | JP5 Gold (Digital) · (11 Wo.)JP | Erstveröffentlichung: 29. November 2017                                                          |
| 2018 | Akai Wana (Who Loves It) (赤い罠 (who loves it?)) / Adamas Leo-Nine                 | JP2 Platin (Digital Adamas) · (17 Wo.)JP | Erstveröffentlichung: 12. Dezember 2018                                                          |
| 2019 | Gurenge (紅蓮華) Leo-Nine                                                           | JP3 Platin + Diamant (Digital) · (146 Wo.)JP                                                                                                   | Erstveröffentlichung: 3. Juli 2019 · + JP: ×3Dreifachplatin (Streaming)                          |
| 2019 | Unlasting Leo-Nine                                                                  | JP4 Gold (Digital) · (23 Wo.)JP | Erstveröffentlichung: 11. Dezember 2019                                                          |
| 2020 | Homura (炎) Lander                                                                  | JP1 Platin + Diamant (Digital) · (84 Wo.)JP | Erstveröffentlichung: 14. Oktober 2020 · + JP: ×3Dreifachplatin (Streaming)                      |
| 2021 | Dawn Lander                                                                         | JP5 (12 Wo.)JP | Erstveröffentlichung: 13. Januar 2021                                                            |
| 2021 | Hadashi no Step Lander                                                              | JP5 (11 Wo.)JP | Erstveröffentlichung: 8. September 2021                                                          |
| 2021 | Akeboshi (明け星) / Shirogane (白銀) Lander                                         | JP4 Gold + Platin (Digital) · (33 Wo.)JP | Erstveröffentlichung: 17. November 2021 · + JP: Gold (Streaming), + JP: Gold (Digital Shirogane) |
| 2024 | Shouted Serenade –                                                                  | JP13 (9 Wo.)JP | Erstveröffentlichung: 22. Mai 2024                                                               |
| 2024 | Black Box (ブラックボックス) –                                                      | JP9 (13 Wo.)JP | Erstveröffentlichung: 21. August 2024                                                            |
| 2025 | ReawakeR –                                                                          | JP7 (… Wo.)JP | Erstveröffentlichung: 5. März 2025 feat. Felix (Stray Kids)                                      |

### Singles als Gastmusikerin
- 2018: Narrative (Hiroyuki Sawano feat. LiSA)
- 2019: From the Edge (FictionJunction feat. LiSA, Abspann Demon Slayer: Kimetsu no Yaiba, JP: Platin (Digital))
- 2023: Social Path (Stray Kids feat. LiSA)

### Weitere Lieder
- 2020: Saikai (再会) (mit Uru, JP: Gold (Digital), JP: Platin (Streaming))

### Videoalben
| Jahr | Titel                                                                   | Höchstplatzierung, Gesamtwochen, AuszeichnungChartsChartplatzierungen (Jahr, Titel, Platzierungen, Wochen, Auszeichnungen, Anmerkungen) | Anmerkungen                              |
| Jahr | Titel                                                                   | JP | Anmerkungen                              |
| ---- | ----------------------------------------------------------------------- | --- | ---------------------------------------- |
| 2011 | Girls Dead Monster starring LiSA Tour 2010 Final: Keep the Angel Beats! | — | Erstveröffentlichung: 1. Juni 2011       |
| 2012 | Live is Smile Always: Lover"s"mile in Hibiya Yagai Daiongakudō          | JP66 (1 Wo.)JP | Erstveröffentlichung: 26. September 2012 |
| 2014 | Live is Smile Always: Kyō mo ii Hi da in Nippon Budokan                 | JP24 (2 Wo.)JP | Erstveröffentlichung: 18. Juni 2014      |
| 2015 | Live is Smile Always: Pink & Black "Ichigo Donuts" in Nippon Budokan    | JP24 (2 Wo.)JP | Erstveröffentlichung: 22. Juli 2015      |
| 2015 | Live is Smile Always: Pink & Black "Choco Donuts" in Nippon Budokan     | JP23 (3 Wo.)JP | Erstveröffentlichung: 22. Juli 2015      |
| 2016 | LiSA Music Video Clips 2011–2015                                        | JP5 (5 Wo.)JP | Erstveröffentlichung: 29. Juni 2016      |
| 2017 | Live is Smile Always: Never Ending Glory at Yokohama Arena [the Sun]    | JP11 (4 Wo.)JP | Erstveröffentlichung: 19. April 2017     |
| 2017 | Live is Smile Always: Never Ending Glory at Yokohama Arena [the Moon]   | JP8 (5 Wo.)JP | Erstveröffentlichung: 19. April 2017     |
| 2019 | Live is Smile Always: Asia Tour 2018 [eN + core] Live & Document        | JP1 (8 Wo.)JP | Erstveröffentlichung: 15. Mai 2019       |
| 2020 | Live is Smile Always: 364+Joker at Yokohama Arena                       | JP10 (23 Wo.)JP | Erstveröffentlichung: 4. Mai 2020        |
| 2023 | Live is Smile Always ～LiVE Best 2011–2022 & Lady Bug～                 | JP10 (4 Wo.)JP | Erstveröffentlichung: 19. April 2023     |
| 2024 | LiVE is Smile Always ～Lander～ at Tokyo Garden Theater                 | JP7 (4 Wo.)JP | Erstveröffentlichung: 11. September 2024 |

## Filmografie
- 2010: Angel Beats! (Gesangstimme, Yui)
- 2015: Minions (Stimme, Madge Nelson)